# دان كابلان
دان كابلان (بالإنجليزية: Dan Kaplan)‏ هو شاعر أمريكي، ولد في 27 ديسمبر 1971.